# Przeklęta miłość
Przeklęta miłość (Rauzán) – kolumbijska telenowela z lat 2000-2001. Składa się ze 100 odcinków, każdy po 45 minut. Serial opiera się na powieści El caballero de Rauzán, wydanej w 1887 roku przez kolumbijskiego pisarza Felipe Péreza. W rolach głównych wystąpili Osvaldo Ríos i Susana Torres. Antagonistami są Alejandro Tamayo i Raquel Ércole.
Telenowela mimo iż była emitowana w wielu krajach, gdzie odnosiła sukcesy, w kraju produkcji nie była popularna. Osvaldo Ríos był także zapraszany do innych krajów w celu promowania telenoweli.

## Fabuła
Sebastián de Mendoza to tajemniczy mężczyzna, który odziedziczył po swoim ojcu katalepsję. Zakochuje się w młodej kobiecie Soledad, należącej do prestiżowej rodziny. W przeddzień ślubu dostaje ataku katalepsji i zostaje pochowany. Kobieta będąca z Sebastianem w ciąży postanawia wyjść za mąż za jego brata Alcidesa, który się w niej podkochiwał. Sebastian, który nie umarł pragnie zemsty na bracie.

## Wersja polska
W Polsce telenowela była emitowana po raz pierwszy przez telewizję TVN w 2001 roku (premiera 18 stycznia 2001), następnie powtarzana na TVN7 od 29 października 2002.
- Opracowanie wersji polskiej: ITI Film Studio na zlecenie TVN
- Tekst: Karolina Władyka
- Czytał: Lucjan Szołajski

## Obsada
- Osvaldo Ríos jako Sebastián de Mendoza
- Susana Torres jako Soledad de Santiño
- Rolando Tarajano jako Alcides de Mendoza
- Talú Quintero jako Esther de Santiño
- Carlos Duplat jako Lucas de Santiño
- Margalida Castro jako Heraclia de Santiño
- Raquel Ércole jako Asnoralda Rocafuerte
- Paola Díaz jako Laís Renán
- Adriana López jako Eva Bruner
- Vilma Vera jako Helena Zorrilla
- Álvaro García Trujillo jako Guillermo Zorrilla
- Miguel Alfonso Murillo jako Boris Man
- Daniel Rocha jako Enrico
- Alejandro Tamayo jako Hércules
- Víctor Rodríguez jako Paquito
- Sandra Beltrán jako María
- Vanesa Blandón
- Maritza Rodríguez
- Arianna Cabezas
- Héctor Manuel Cruz
- Pedro Montoya
- Gustavo Corredor

## Adaptacje
Wcześniej przed Przeklętą miłością na podstawie powieści Felipe Péreza, powstała w 1978 roku telenowela El caballero de Rauzán wyprodukowana przez RTI, gdzie głównymi aktorami byli Judy Henríquez i Ronalda Ayazo.
Po Przeklętej miłości w 2008 roku powstała Zdrada i miłość – telenowela wyprodukowana przez Telemundo, gdzie głównymi aktorami byli Mario Cimarro i Danna García.